# نبرد سلطنتی (فیلم)
نبرد سلطنتی (انگلیسی: Battle Royale) فیلمی ژاپنی در ژانر اکشن، ویران‌شهری به کارگردانی کینجی فوکاساکو است که در سال ۲۰۰۰ منتشر شد. فیلم‌نامه این فیلم توسط کنتا فوکاساکو بر اساس رمانی به همین نام محصول سال ۱۹۹۹ اثر کوشون تاکامی به رشته تحریر درآمده است. تاتسویا فوجیوارا، آکی مائدا، تارو یاماموتو، چیاکی کوری‌یاما، کو شیباساکی، ماسانوبو آندو و بیت تاکشی بازیگران فیلم هستند. داستان فیلم درباره گروهی از دانش‌آموزان مدرسه متوسطه است که توسط دولت تمامیت‌خواه ژاپن مجبور به مبارزه تا سر حد مرگ می‌شوند.
نبرد سلطنتی در ۱۶ دسامبر ۲۰۰۰ توسط شرکت توئی با رده‌بندی سنی R۱۵+ در سینماهای ژاپن اکران شد، رده‌بندی‌ای که به ندرت در ژاپن استفاده می‌شود. این فیلم جنجال زیادی به پا کرد و در چندین کشور ممنوع یا از نمایش آن جلوگیری شد. شرکت توئی به دلیل نگرانی از جنجال‌ها و دعوی قضایی احتمالی، بیش از یک دهه از فروش فیلم به هیچ توزیع‌کننده آمریکایی خودداری کرد، تا اینکه سرانجام انکر بی انترتینمنت در سال ۲۰۱۰ حق پخش مستقیم فیلم ویدئویی آن را به دست آورد. فیلم ۳۰٫۶ میلیون دلار در سراسر جهان فروش کرد در حالی که ۴٫۵ میلیون دلار بودجه ساخت آن بوده است. 

## بازیگران
- تاتسویا فوجیوارا در نقش شویا ناناهارا
- آکی مائدا در نقش نوریکو ناکاگاوا
- تارو یاماموتو در نقش شوگو کاوادا
- چیاکی کوری‌یاما در نقش تاکاکو چیگوسا
- کو شیباساکی در نقش میتسوکو سوئوما
- ماسانوبو آندو در نقش کازوئو کیریاما
- بیت تاکشی در نقش کیتانو
- تاکاشی سوکاموتو در نقش شینجی میمورا
- سوسوکه تاکائوکا در نقش هیروکی سوگیمورا
- اری ایشیکاوا در نقش یوکیه اوتسومی
- هیتومی هیوگا در نقش یوکو ساکاکی
- یوکیهیرو کوتانی در نقش یوشیتوکی کونینوبو
- سایاکا ایکه‌دا در نقش مگومی اتو
- تاکایو میمورا در نقش کایوکو کوتوهیکی
- سایاکا کامیا در نقش ساتومی نودا
- یوتاکا شیمادا در نقش یوتاکا ستو
- مینامی در نقش کیکو اونوکی
- یوکو میامورا در نقش دختر در ویدئویی آموزشی